# Aonyx congicus
Lutra congica, syn. Aonyx congicus (видра конголезька) — вид хижих ссавців з родини Мустелові (Mustelidae), представник підродини Видрові (Lutrinae).

## Етимологія
лат. icus — той, що належить, cong від назви річки Конго

## Поширення
Країни поширення: Ангола, Камерун, Центральноафриканська Республіка, Конго, Демократична Республіка Конго, Екваторіальна Гвінея, Габон, Руанда, Уганда. Зустрічається в тропічних лісах, болотистих низовинах.

## Морфологія
Шерсть темно-коричневого кольору з сріблястим блиском помітним на передній частині тіла, у зв'язку з білими кінчиками на волоссі. Вібриси, сторони лиця, вуха, ніс і верхня частина грудей сіруваті або білі. Є чітка відмітина чорного хутра між очима і ніздрями. Передні ступні без кігтів і з перетинками. Задні ступні частково перетинчасті і маленькі кігті присутні на пальцях 2, 3 і 4. Середнє значення довжини голови і тіла становить 85 см, а довжина хвоста 50 см. Маса тіла дорослих коливається від 14 до 34 кг. Череп масивний. Зуби менші й гостріші, ніж у Aonyx capensis. 

## Поведінка
Веде в основному нічний і самітницький спосіб життя. A. congicus — прекрасний плавець і часто досліджує береги річки і болота під час збиральництва. Протягом дня спить в природних порожнинах вздовж річок. Для A. congicus в основному поживою є риба і краби, але також хробаки, жаби, ящірки, комахи і водоплавні птахи. A. congicus симпатричний з Atilax paludinosus, Hydrictis maculicollis, Aonyx capensis. Потенційні хижаки: крокодил (Crocodylus), пардус (Panthera pardus), пітон (Python) і великі хижі птахи. 

## Генетика
2n=38 хромосом.

## Загрози та охорона
Серйозних загроз нема. Загрозами є полювання на м'ясо і шкіри, втрата і деградація середовища проживання,надмірний вилов риби. Вид присутній в кількох природоохоронних територіях.